# Liga Checa de Fútbol 2022-23
La Liga Checa de Fútbol 2022-23 por razones de patrocinio Fortuna liga, es la trigésima temporada de la Liga de Fútbol de la República Checa, la máxima categoría del fútbol profesional de la República Checa.
El Viktoria Plzeň es el defensor del título tras ganar su sexta corona la temporada anterior.

## Formato
Los 16 equipos participantes jugarán entre sí todos contra todos dos veces totalizando 30 partidos cada uno.

## Ascensos y descensos
El MFK Karviná descendió a la Liga Nacional de Fútbol poniendo fin a su estadía de seis años en la máxima categoría, es reemplazado para este torneo por el campeón de la Liga Nacional el Zbrojovka Brno, tras haber descendido en la temporada 2020-21.
| Pos. | Descendido de la Liga Checa de Fútbol 2021-22. |
| ---- | ---------------------------------------------- |
| 18.º | MFK Karviná                                    |

| Pos. | Ascendido de la Liga Nacional de Fútbol 2021-22. |
| ---- | ------------------------------------------------ |
| 1.º  | FC Zbrojovka Brno                                |

## Información de los equipos
| Club                       | Ciudad             | Estadio                                     | Capacidad |
| -------------------------- | ------------------ | ------------------------------------------- | --------- |
| Bohemians de Praga 1905    | Praga              | Ďolíček                                     | 7,000     |
| SK Dynamo České Budějovice | České Budějovice   | Stadion Střelecký ostrov                    | 6,681     |
| FC Hradec Králové          | Hradec Králové     | Městský stadion (Mladá Boleslav) 1          | 5,000     |
| FK Jablonec                | Jablonec nad Nisou | Stadion Střelnice                           | 6,108     |
| FC Zbrojovka Brno          | Brno               | Městský fotbalový stadion Srbská            | 12,550    |
| FC Slovan Liberec          | Liberec            | Stadion u Nisy                              | 9,900     |
| FK Mladá Boleslav          | Mladá Boleslav     | Městský stadion (Mladá Boleslav)            | 5,000     |
| SK Sigma Olomouc           | Olomouc            | Andrův stadion                              | 12,483    |
| FC Baník Ostrava           | Ostrava            | Městský stadion (Ostrava)                   | 15,123    |
| FC Viktoria Plzeň          | Plzeň              | Doosan Arena                                | 11,700    |
| SK Slavia de Praga         | Praga              | Fortuna Arena                               | 19,370    |
| 1. FC Slovácko             | Uherské Hradiště   | Městský fotbalový stadion Miroslava Valenty | 8,000     |
| AC Sparta de Praga         | Praga              | Generali Arena                              | 18,944    |
| FK Teplice                 | Teplice            | Na Stínadlech                               | 18,221    |
| FC Fastav Zlín             | Zlín               | Letná Stadion                               | 5,783     |
| FK Pardubice               | Pardubice          | Ďolíček 2                                   | 7,000     |

1 - FC Hradec Králové jugará sus partidos como local en Mladá Boleslav debido a la reconstrucción de su estadio, el Všesportovní stadion.
2 - El FK Pardubice seguirá jugando sus partidos como local en el estadio del Bohemians Praga debido a la reconstrucción de su propio estadio Pod Vinicí.

## Tabla de posiciones
| Pos. | Equipo           | Pts. | PJ | G  | E  | P  | GF | GC | Dif. | Clasificación    |
| ---- | ---------------- | ---- | -- | -- | -- | -- | -- | -- | ---- | ---------------- |
| 1    | Sparta Praga     | 68   | 30 | 20 | 8  | 2  | 70 | 29 | +41  | Grupo campeonato |
| 2    | Slavia Praga     | 66   | 30 | 20 | 6  | 4  | 81 | 25 | +56  | Grupo campeonato |
| 3    | Viktoria Plzeň   | 57   | 30 | 17 | 6  | 7  | 55 | 29 | +26  | Grupo campeonato |
| 4    | Bohemians 1905   | 48   | 30 | 14 | 6  | 10 | 53 | 49 | +4   | Grupo campeonato |
| 5    | Slovácko         | 46   | 30 | 13 | 7  | 10 | 36 | 38 | −2   | Grupo campeonato |
| 6    | Sigma Olomouc    | 41   | 30 | 10 | 11 | 9  | 45 | 40 | +5   | Grupo campeonato |
| 7    | Slovan Liberec   | 38   | 30 | 10 | 8  | 12 | 39 | 43 | −4   | Play-off         |
| 8    | Hradec Králové   | 38   | 30 | 11 | 5  | 14 | 34 | 40 | −6   | Play-off         |
| 9    | Mladá Boleslav   | 37   | 30 | 9  | 10 | 11 | 39 | 42 | −3   | Play-off         |
| 10   | České Budějovice | 35   | 30 | 10 | 5  | 15 | 35 | 54 | −19  | Play-off         |
| 11   | Jablonec         | 35   | 30 | 9  | 8  | 13 | 46 | 57 | −11  | Grupo descenso   |
| 12   | Baník Ostrava    | 35   | 30 | 9  | 8  | 13 | 43 | 42 | +1   | Grupo descenso   |
| 13   | Teplice          | 32   | 30 | 8  | 8  | 14 | 38 | 63 | −25  | Grupo descenso   |
| 14   | Zbrojovka Brno   | 31   | 30 | 8  | 7  | 15 | 40 | 56 | −16  | Grupo descenso   |
| 15   | Pardubice        | 28   | 30 | 8  | 4  | 18 | 29 | 58 | −29  | Grupo descenso   |
| 16   | Trinity Zlín     | 26   | 30 | 5  | 11 | 14 | 37 | 55 | −18  | Grupo descenso   |

Actualizado a los partidos jugados el 30 de abril de 2023.
 Fuente: Fortuna Liga
Criterios de clasificación: 1) Puntos; 2) Puntos entre sí; 3) Diferencia de gol entre sí; 4) Goles marcados entre sí; 5) Diferencia de gol; 6) Goles marcados; 7) Juego limpio; 8) Sorteo.

## Grupo campeonato
| Pos. | Equipo           | Pts. | PJ | G  | E  | P  | GF | GC | Dif. | Clasificación                               |
| ---- | ---------------- | ---- | -- | -- | -- | -- | -- | -- | ---- | ------------------------------------------- |
| 1    | Sparta Praga (C) | 78   | 35 | 23 | 9  | 3  | 76 | 33 | +43  | Segunda ronda de la Liga de Campeones       |
| 2    | Slavia Praga     | 78   | 35 | 24 | 6  | 5  | 98 | 31 | +67  | Tercera ronda de la Liga Europa             |
| 3    | Viktoria Plzeň   | 61   | 35 | 18 | 7  | 10 | 60 | 38 | +22  | Segunda ronda de la Liga Europa Conferencia |
| 4    | Bohemians 1905   | 52   | 35 | 15 | 7  | 13 | 56 | 58 | −2   | Segunda ronda de la Liga Europa Conferencia |
| 5    | Slovácko         | 50   | 35 | 13 | 11 | 11 | 40 | 46 | −6   |                                             |
| 6    | Sigma Olomouc    | 48   | 35 | 12 | 12 | 11 | 53 | 47 | +6   |                                             |

Actualizado a los partidos jugados el 27 de mayo de 2023.
 Fuente: Fortuna Liga
Criterios de clasificación: 1) Puntos totales; 2) Puntos en la temporada regular; 3) Puntos entre sí (temporada regular); 4) Diferencia de gol entre sí (temporada regular); 5) Goles marcados entre sí (temporada regular); 6) Goles marcados (todos los partidos); 7) Juego limpio; 8) Sorteo.
Notas:
1. ↑  Slavia Praga clasificó a la Tercera ronda de la Liga Europa por ser el campeón de la Copa de la República Checa 2022-23.

## Play-offs
Solamente 4 equipos de la República Checa clasifican a las copas europeas debido al bajo coeficiente del país, así que el ganador de la eliminatoria solamente recibirá un bonus monetario y un acceso directo a la tercera ronda de la Copa Nacional 2023-24.
|  | Semifinales      | Semifinales    | Semifinales | Semifinales |                |   | Final | Final | Final | Final |
|  |                  |                |             |             |                |   |       |       |       |       |
|  |                  |                |             |             |                |   |       |       |       |       |
|  |                  |                |             |             |                |   |       |       |       |       |
|  | Mladá Boleslav   | 0              | 0           | 0           |                |   |       |       |       |       |
|  | Mladá Boleslav   | 0              | 0           | 0           |                |   |       |       |       |       |
|  | Hradec Králové   | 0              | 2           | 2           |                |   |       |       |       |       |
|  | Hradec Králové   | 0              | 2           | 2           | Hradec Králové | 0 | 3     | 3     |       |       |
|  |                  |                |             |             | Hradec Králové | 0 | 3     | 3     |       |       |
|  |                  | Slovan Liberec | 4           | 2           | 6              |   |       |       |       |       |
|  | České Budějovice | Slovan Liberec | 4           | 2           | 6              | 3 | 0     | 3     |       |       |
|  | České Budějovice |                |             |             |                | 3 | 0     | 3     |       |       |
|  | Slovan Liberec   | 2              | 4           | 6           |                |   |       |       |       |       |
|  | Slovan Liberec   | 2              | 4           | 6           |                |   |       |       |       |       |

## Grupo descenso
| Pos. | Equipo             | Pts. | PJ | G  | E  | P  | GF | GC | Dif. | Clasificación           |
| ---- | ------------------ | ---- | -- | -- | -- | -- | -- | -- | ---- | ----------------------- |
| 1    | Baník Ostrava      | 42   | 35 | 11 | 9  | 15 | 53 | 50 | +3   |                         |
| 2    | Teplice            | 42   | 35 | 11 | 9  | 15 | 45 | 67 | −22  |                         |
| 3    | Jablonec           | 40   | 35 | 10 | 10 | 15 | 49 | 63 | −14  |                         |
| 4    | Pardubice          | 37   | 35 | 11 | 4  | 20 | 38 | 63 | −25  | Play-offs de descenso   |
| 5    | Trinity Zlín       | 34   | 35 | 7  | 13 | 15 | 43 | 60 | −17  | Play-offs de descenso   |
| 6    | Zbrojovka Brno (D) | 33   | 35 | 8  | 9  | 18 | 41 | 64 | −23  | Descenso a Segunda Liga |

Actualizado a los partidos jugados el 28 de mayo de 2023.
 Fuente: Fortuna Liga
Criterios de clasificación: 1) Puntos totales; 2) Puntos en la temporada regular; 3) Puntos entre sí (temporada regular); 4) Diferencia de gol entre sí (temporada regular); 5) Goles marcados entre sí (temporada regular); 6) Goles marcados (todos los partidos); 7) Juego limpio; 8) Sorteo.

## Play-off de descenso
| 1 de junio de 2023 | Příbram | vs. | Pardubice | Stadion Na Litavce, Příbram |  |

| 4 de junio de 2023 | Pardubice | vs. | Příbram | CFIG Arena, Pardubice |  |

| 1 de junio de 2023 | Trinity Zlín | vs. | Vyškov | Letná Stadion, Zlín |  |

| 4 de junio de 2023 | Vyškov | vs. | Trinity Zlín | Stadium Drnovice, Drnovice |  |